# TI-89 シリーズ
TI-89 および TI-89 Titanium はテキサス・インスツルメンツ(TI)が開発したグラフ描画可能な電卓である。欧米では内蔵の数式処理システム（CAS）の人気により、当時の学生がよく使っていた。このため、試験や授業への持ち込みを禁止している学校が多かった。もはや古い電卓であるが、今（2017年現在）でも TI-89 Titanium が新品で入手可能であり、ACT（American College Testing）では禁止されている。しかし、SAT (大学進学適性試験)など、電卓持ち込みが許されている試験もある。
日本では株式会社ナオコが取り扱っている。

## TI-89
TI-89は1998年にリリースされた。160×100 ピクセルの液晶ディスプレイとフラッシュメモリを備え、Advanced Mathematics Software を内蔵している。2004年夏、後継の TI-89 Titanium に置き換えられた。見た目が美しくないということで、TI-89 から Titanium への移行を好まないユーザーも多い。
TI-89 のマイクロプロセッサはMC68000であり、10MHzか12MHzで駆動している（ハードウェアのバージョンにより異なる）。RAMは256KB（うち190KBをユーザーが利用可能）、フラッシュメモリは2MB（うち700KBをユーザーが利用可能）である。これらのメモリに数式、変数、プログラム、テーブル、テキストファイル、リストを格納できる。

### 機能
TI-89 は同社のTI-92 Plusのキーボードと表示を小型化したものである。TI-92 のようなQWERTY配列のキーボードを備えた機器を試験に持ち込めないことが多いことから、電卓型の同等機能のものに対するニーズが大きく、TI-89を作ることになった。また、TI-92 は電卓としては大きすぎて扱いにくい。米国での大学入試（ACT）には持ち込めないが、SAT には持ち込める。
その最大の機能は組み込み型の数式処理システム（CAS）である。このシステムには以下のような機能がある。
- 代数式の単純化。(x^3-x^2-8x+12)/(x+3) と入力すると {\displaystyle x^{2}-4x+4} と表示される。
- さらに factor 関数を使用可能。例えば、factor((x^3-x^2-8x+12)/(x+3)) と入力すれば {\displaystyle (x-2)^{2}} と表示される。
- 逆に expand 関数を使えば、expand((x-2)^2) と入力すると {\displaystyle x^{2}-4x+4} と表示される。
- comDenom 関数は一種の通分機能を提供する。例えば、comDenom(x/2+(y^2-6)/3-z^2/8) は次のような結果となる。

{\displaystyle {\frac {12x+8y^{2}-3z^{2}-48}{24}}}.
- propFrac 関数は、propFrac((x^2-5)/(x-3)) と入力すると次のような結果を返す。

{\displaystyle {\frac {4}{x-3}}+x+3}.
- 三角関数では、sin(60°) で次のように結果を返す。

{\displaystyle {\frac {\sqrt {3}}{2}}}.
- また、sin(arctan(x^2-6)) と入力すると次の結果を返す。

{\displaystyle (x^{2}-6){\sqrt {\frac {1}{x^{4}-12x^{2}+37}}}}.
- tExpand を使うと、sin(3x)cos(x) を {\displaystyle 4\sin(x)(\cos(x))^{3}-\sin(x)\cos(x)} のように展開する。
- tCollect は tExpand の逆を行う。
- solve() は、方程式と変数を指定し、その変数の解を返す。例えば、solve(3x+3=12,x) では {\displaystyle x=3} となる。解が複数ある場合は全てを列挙する。
- 連立方程式も solve(x+y=4 and x^2-6x+3=y,x) のように入力し解く事が出来る。解が複素数になる場合も cSolve 関数で解く事が出来る。
- また、simult で行列式的な入力が可能で、16変数の16連立方程式まで解く事が可能。
- 各種初等関数の微分を記号的に表せる。
- 正確な解が求められない場合も nDeriv 関数で近似解を求めることができる。
- 限定的ながら、積分も可能。
- 数式の極限も計算可能。

関数のグラフを二次元表示できるほか、各種グラフ表示が可能。

### プログラミング
TI-BASIC というBASIC言語でプログラム可能である。PC/AT互換機上でMC68000用の実行形式を作成するアセンブリ言語やC言語もある。リリース以来、様々なプログラムが開発されており、テトリスやマインスイーパのクローンなどのゲームもある。また、ZX Spectrumのエミュレータやチェスのプログラムもある。

## TI-89 Titanium

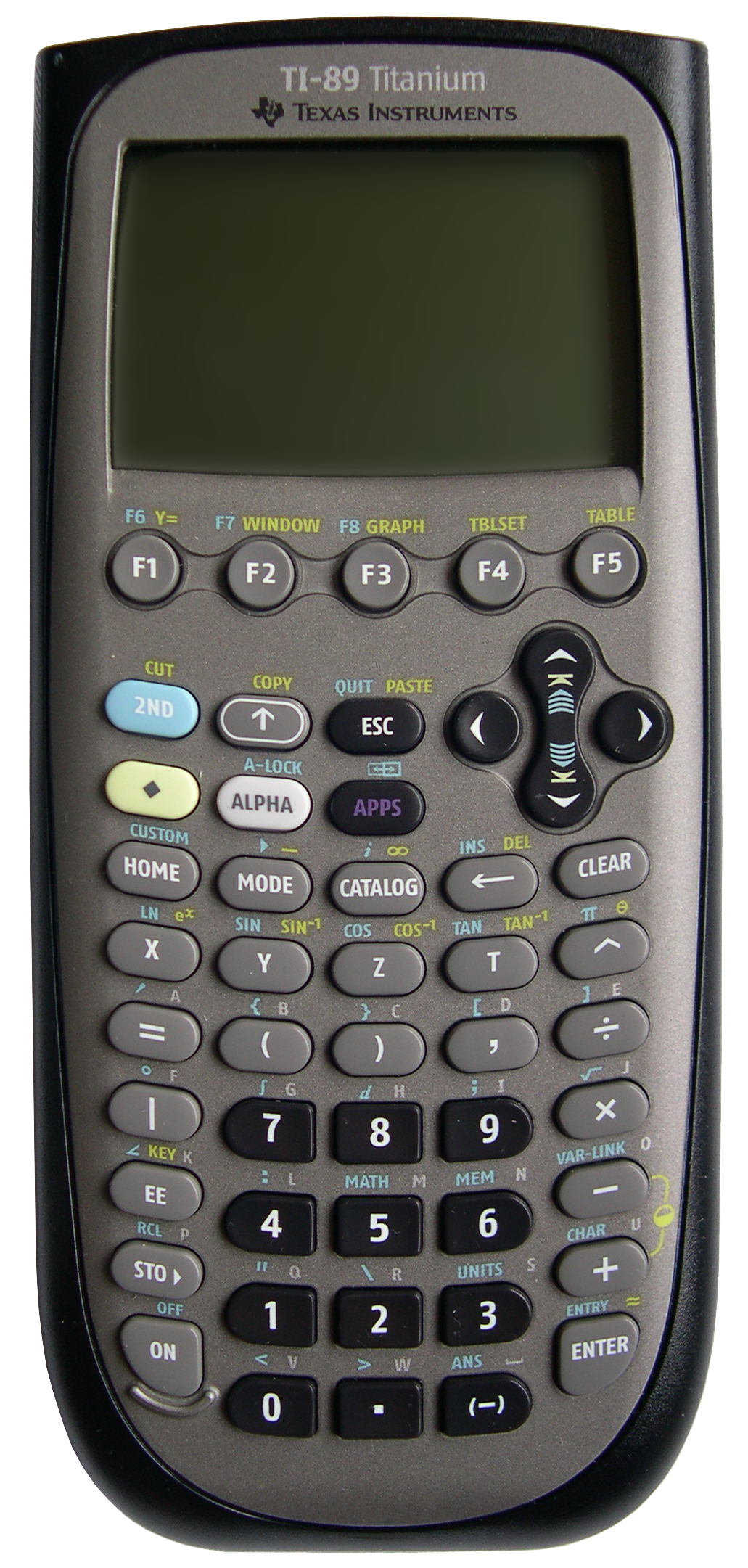
TI-89 Titanium

2004年夏に後継の TI-89 Titanium がリリースされた。2006年にはRAM増量と高速化 (16MHz) がされている。
ミニUSBポートを備え、同一機種やPCと接続可能である。また、CellSheetという表計算ソフトが内蔵されている。数式処理システムも若干強化されている。
C言語やアセンブリ言語で TI-89向けに書かれたプログラムに問題が存在し、場合によっては再コンパイルが必要であるが、これに対処するユーティリティソフトウェアも登場している。非互換の原因はメモリマップの違いによるところが大きい。